# DJ Miko
DJ Miko ist ein Danceprojekt des italienischen Keyboarders und Produzenten Quartobaro Manier und der aus der britischen Grafschaft Kent stammenden Sängerin Louise Gard.

## Werdegang
Gleich mit der Debütsingle What’s Up?, die von den Italienern Max Artusi und Ricky Stecca produziert wurde, hatte DJ Miko Ende 1993 zunächst Erfolg in seinem Heimatland, im Folgejahr schließlich auch im Vereinigten Königreich und in den Vereinigten Staaten. Die Danceversion des 4-Non-Blondes-Hits erreichte im April die Top 20 der Billboard Dance-Charts, stieg aber im Juni auch bis auf Platz 58 der Billboard Hot 100 und hielt sich 20 Wochen in dieser Hitliste. Im August des Jahres schaffte die Single den Sprung unter die Top 10 der UK-Charts und kletterte bis auf Platz 6.
In den folgenden Jahren veröffentlichte DJ Miko diverse Singles, darunter eigene Lieder und weitere Coverversionen, wie z. B. Donna Summers Hot Stuff und The Knacks My Sharona. Ein weiterer Charterfolg gelang jedoch nicht. 1999 erschien das einzige Album des Acts, The Last Millennium. Im Laufe der 2000er Jahre kamen noch mehrere Kollaborationen mit anderen Interpreten in den Handel, darunter ein Mashup mit Max Deejay, bestehend aus DJ Mikos Version von What’s Up und Queens We Will Rock You.

## Mitglieder
- Quartobaro Manier (* in Italien) – Keyboard, Produzent
- Louise Anne Gard (* Tunbridge Wells, Kent) – Gesang

## Diskografie

### Alben
- 1999: The Last Millennium

### DJ-Mix
- 2007: La Fabrique: The Main Selection … (mit Chris DJ)

### Singles
| Jahr | Titel Album                    | Höchstplatzierung, Gesamtwochen, AuszeichnungChartplatzierungen (Jahr, Titel, Album, Platzierungen, Wochen, Auszeichnungen, Anmerkungen) | Höchstplatzierung, Gesamtwochen, AuszeichnungChartplatzierungen (Jahr, Titel, Album, Platzierungen, Wochen, Auszeichnungen, Anmerkungen) | Höchstplatzierung, Gesamtwochen, AuszeichnungChartplatzierungen (Jahr, Titel, Album, Platzierungen, Wochen, Auszeichnungen, Anmerkungen) | Höchstplatzierung, Gesamtwochen, AuszeichnungChartplatzierungen (Jahr, Titel, Album, Platzierungen, Wochen, Auszeichnungen, Anmerkungen) | Anmerkungen                                      |
| Jahr | Titel Album                    | IT | UK | US | Dance | Anmerkungen                                      |
| ---- | ------------------------------ | --- | --- | --- | --- | ------------------------------------------------ |
| 1993 | What’s Up? The Last Millennium | IT5 (13 Wo.)IT | UK6 (16 Wo.)UK | US58 (20 Wo.)US | Dance19 (10 Wo.)Dance | Autor: Linda Perry Original: 4 Non Blondes, 1993 |

Weitere Singles
| - 1994: Hot Stuff - 1994: Rhythm - 1997: Clementine - 1998: My Sharona - 1998: Dreaming - 1998: Superboy - 1998: What’s Up 2000 - 1999: Ruby Tuesday | - 1999: Sky High - 2000: Shout - 2000: Forever Young - 2006: What’s Up (Max Deejay vs. DJ Miko) - 2007: What’s Up (Powered Milk feat. DJ Miko) - 2008: What’s Up (Tom Mountain vs. DJ Miko) - 2008: I Hate My Self for Loving You |